# 川杜若
川杜若（学名：Pollia miranda），又名小杜若，为鸭跖草科杜若属的植物。分布在台湾岛、日本以及中国大陆的广西、贵州、云南、四川等地，生长于海拔500米至1,600米的地区，多生于山谷林下。

## 别名
竹叶兰（四川）

## 异名
- Pollia minor (Hayata) Honda
- Pollia omeiensis Hong

## 扩展阅读
- 維基物種上的相關：小杜若